# Lipník nad Bečvou
Lipník nad Bečvou (německy Leipnik) je město s rozšířenou působností ležící v okrese Přerov v Olomouckém kraji. Lipník leží asi 25 km východně od Olomouce a 13 km severovýchodně od Přerova. Žije zde přibližně 8 000 obyvatel.
Dějiny města jsou spjaty s dvojící nedalekých hradů - Drahotušem a Helfštýnem. Rozvaliny hradu Drahotuš leží asi 5 km severovýchodně od centra Lipníka nad vesnicí Podhoří, nyní součástí Lipníka. Rozsáhlá zřícenina hradu Helfštýn se nachází 3 km jihovýchodně od města.
První zmínka o Lipníku pochází z roku 1238, jako již rozvinuté město je však Lipník doložen až v polovině 14. století. Lipník se postupně stal součástí panství několika rodů. Největšího rozvoje město dosáhlo v období mezi koncem 15. a polovinou 16. století pod Pernštejny. Po porážce stavovského povstání získal roku 1622 panství jako konfiskát František z Dietrichštejna. Nový majitel panství pozval piaristy, aby mu pomohli rekatolizovat město, ve kterém převládali luteráni a čeští bratří. Po devastující třicetileté válce město stagnovalo. Výraznější rozvoj opět začal až v polovině 19. století s rozvojem dopravy a průmyslu. Během světových válek nebyl Lipník výrazně poškozen. Po druhé světové válce docházelo ke stavební činnosti zejména mimo historické centrum. V roce 1989 byla ve městě vyhlášena městská památková rezervace.
V Lipníku působila od 15. století do druhé světové války významná židovská komunita. Ve městě stojí jedna z nejstarších synagog na Moravě, která dnes slouží jako modlitebna Církve československé husitské.

## Poloha města

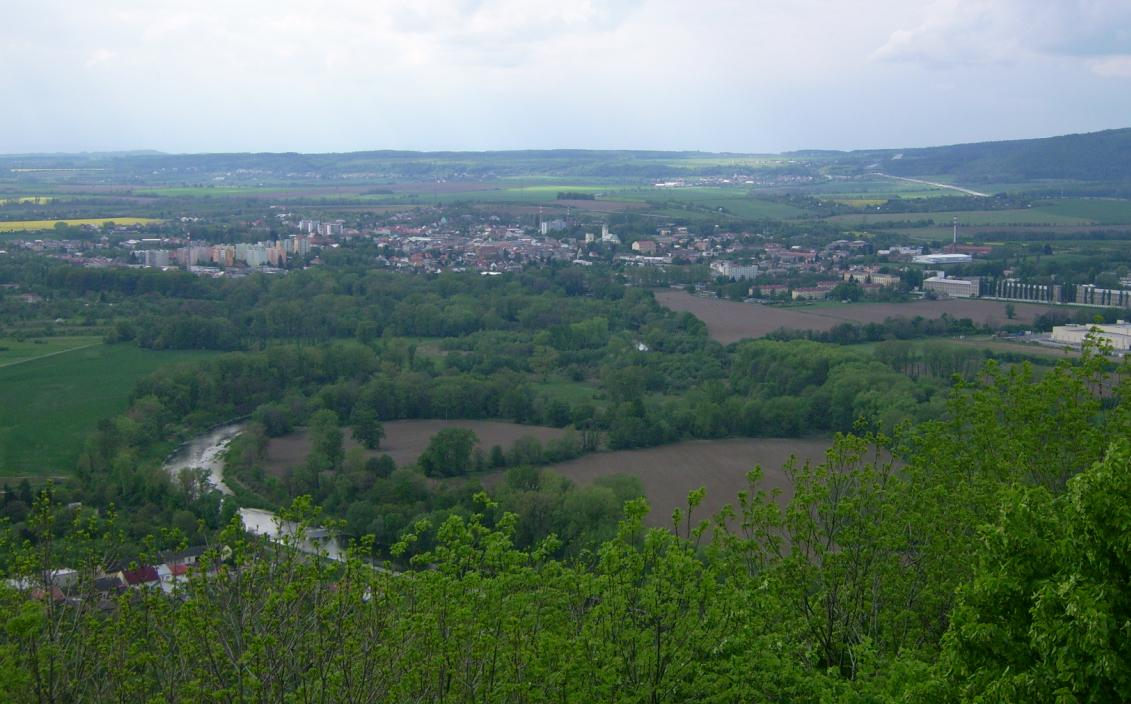
Pohled na město z hradu Helfštýn

Město Lipník nad Bečvou leží v údolí Moravské brány při řece Bečvě na pradávné obchodní stezce (tzv. Jantarová stezka), spojující nejen sever a jih Moravy, ale procházející Evropou od Baltu k Adrii. Centrum města je městskou památkovou rezervací. Ta byla vyhlášena v roce 1989. Součástí rezervace je více než 100 objektů, které jsou památkově chráněné. Ve velké míře si město zachovalo svou historickou podobu, proto je dnes možné jej považovat za jedno z nejhodnotnějších měst v rámci městských památkových rezervací České republiky. Je zde soustředěno mnoho cenných historických památek, centrum je obklopeno středověkými hradbami se zachovanými baštami, uvnitř centra jsou měšťanské domy s podloubími, dvě barokní kašny, mariánský sloup, radnice přestavěná ve slohu pozdního empíru. Součástí městské památkové rezervace je i areál zámku. 
Zhruba tři kilometry jihovýchodně od Lipníka se nachází zřícenina hradu Helfštýn, jenž patří mezi největší zříceniny ve střední Evropě. Dále se poblíž nachází zřícenina středověkého hradu Drahotuš ležící nad vesnicí Podhoří. Sousedními obcemi sídla jsou Dolní Újezd, Jezernice, Bohuslávky, Týn nad Bečvou, Veselíčko, Milenov, Osek nad Bečvou, Hranice a Hlinsko.

## Historie

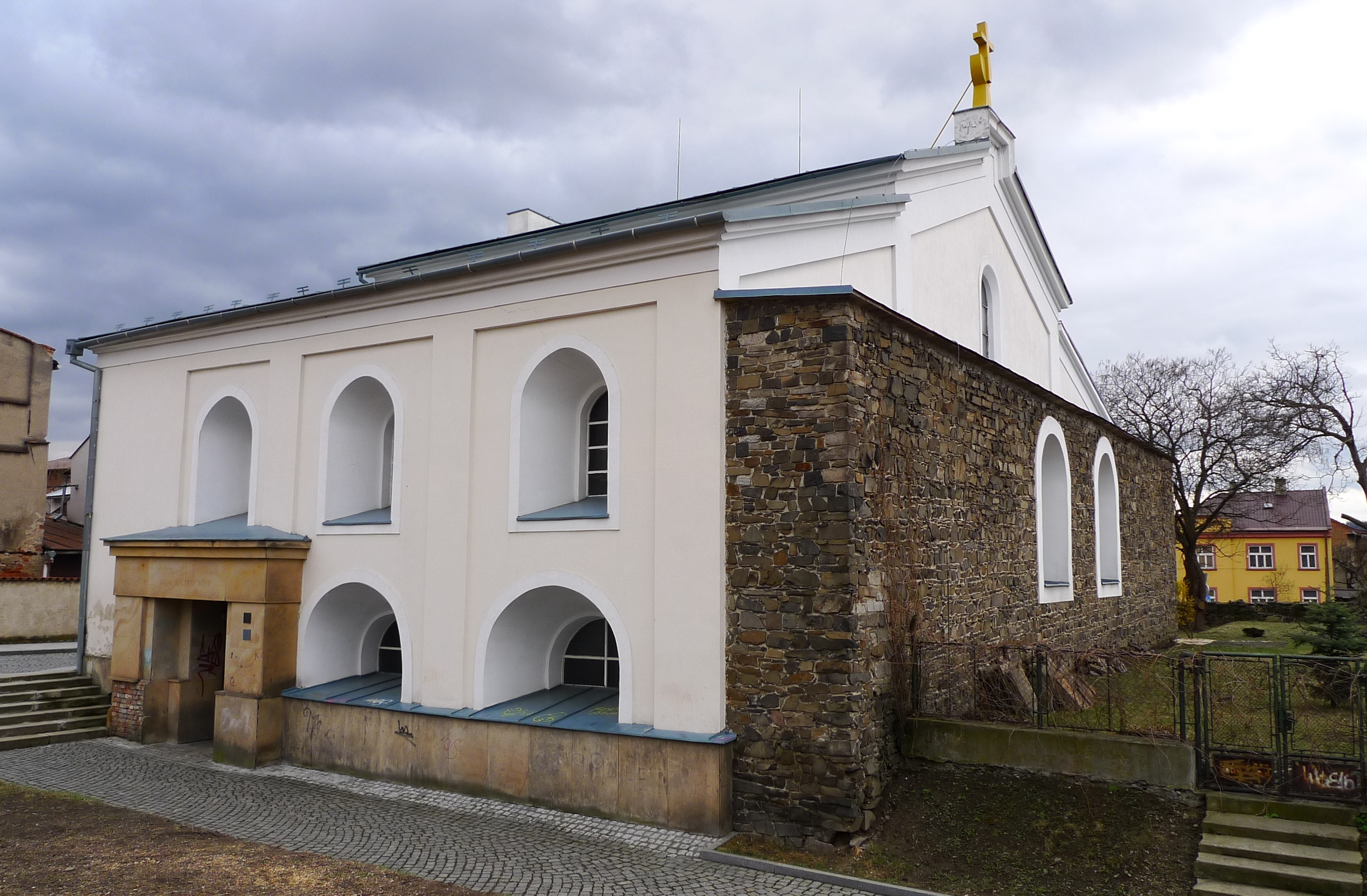
Synagoga v Lipníku nad Bečvou

První písemná zmínka o obci pochází z roku 1238. Z tohoto roku totiž pochází listina, na které jako jeden ze svědků figuruje Valter, farář z Lipníka. Mělo se jednat o markraběcího kaplana a faráře kostela ležícího na markraběcí půdě. To by ovšem znamenalo, že Lipník nebyl zcela bezvýznamnou osadou – vždyť v ní stál kostel s farářem, který měl velice blízko k markraběcímu dvoru.
Další písemná zmínka o Lipníku pochází ze závěti Oldřicha z Hradce z roku 1294, který odkazuje králi Václavu II. mimo jiné i mýto v Lipníku. Další zmínky, respektive již listiny, vážící se přímo k Lipníku pochází z let 1349 a 1378. Dochoval se otisk typáře z roku 1349. Je zachován na pergamenové listině Jana z Kravař z 21. září 1349. Majitel panství v ní potvrzoval prodej dvora ve vsi Trnavě, dnešní Trnávce, lipenskému měšťanovi Pavlovi. Platnost listiny i prodeje byla zcela podle tehdejších zásad stvrzena podpisy svědků a dvěma pečetěmi – Jana z Kravař a města Lipníka s nápisem „Sigillum civium de Lipnik“. Ona zmíněná listina je velice cenným nepřímým dokladem privilegií, která Lipník musel získat před rokem 1349. Možnost pečetit a vlastnit pečetidlo totiž také patřila mezi privilegia, která musela schvalovat vrchnost.
V 17. století získal město kardinál František z Ditrichštejna. Dietrichštejnům patřil Lipník až do roku 1864, kdy rod vymřel. Pošta byla založena 1. září 1842.

## Obyvatelstvo
| Rok            | 1869  | 1880  | 1890  | 1900  | 1910  | 1921  | 1930  | 1950  | 1961  | 1970  | 1980  | 1991  | 2001  | 2011  | 2021  |
| -------------- | ----- | ----- | ----- | ----- | ----- | ----- | ----- | ----- | ----- | ----- | ----- | ----- | ----- | ----- | ----- |
| Počet obyvatel | 7 096 | 7 365 | 7 410 | 7 868 | 7 965 | 7 549 | 8 615 | 8 624 | 8 300 | 8 470 | 7 949 | 8 736 | 8 575 | 7 969 | 7 710 |
| Počet domů     | 697   | 757   | 771   | 798   | 840   | 891   | 1 074 | 1 274 | 1 346 | 1 387 | 1 316 | 1 478 | 1 505 | 1 605 | 1 702 |

## Městská správa

### Části města
- Lipník nad Bečvou I-Město
- Lipník nad Bečvou III-Nové Dvory
- Lipník nad Bečvou V-Podhoří
- Lipník nad Bečvou VI-Loučka
- Lipník nad Bečvou VII-Trnávka

Od 1. ledna 1976 do 31. prosince 1991 k městu patřil i Týn nad Bečvou. Dříve byly také součástí města i nyní samostatné obce Bohuslávky a Jezernice.

### Městské symboly
Vlajka byla městu udělena rozhodnutím předsedy Poslanecké sněmovny Parlamentu České republiky dne 14. března 2002.

## Pamětihodnosti
- Kaple svatého Josefa
- Kaple svatého Rocha
- Piaristická kolej

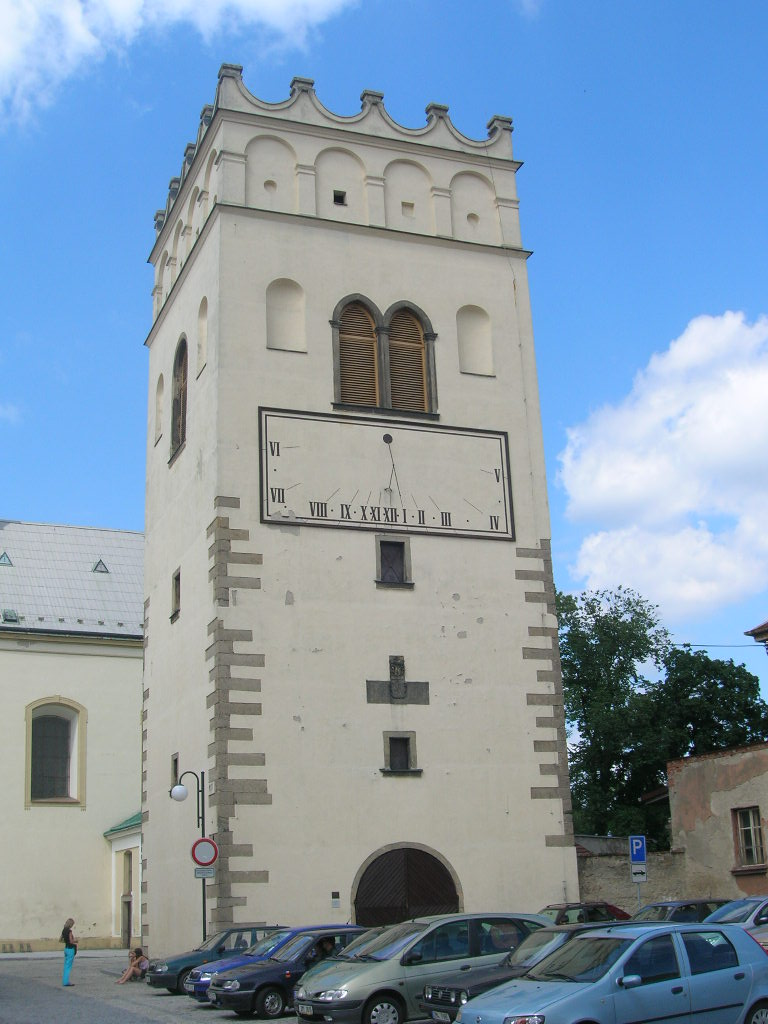
Renesanční zvonice

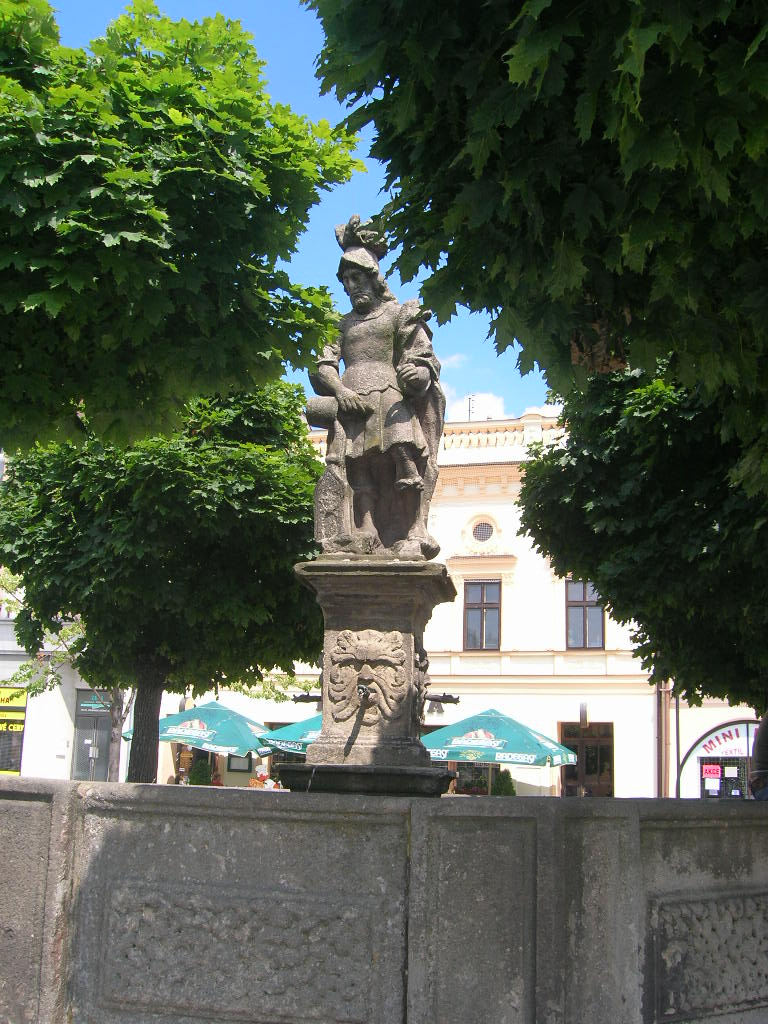
Kašna sv. Floriána

- Kostel svatého Františka Serafinského
- Kostel svatého Jakuba Většího
- Renesanční zvonice z roku 1609
- Městské opevnění se sedmi baštami
- Synagoga pochází ze 16. století a je nejstarší na Moravě[16]
- Dva židovské hřbitovy
- Zámek ze 16. století (unikátní střešní zahrada, zámecký park)
- Náměstí TGM (kašny svatého Floriána a svatého Jana Nepomuckého, klasicistní radnice, mariánský sloup)
- Střední škola elektrotechnická
- Zřícenina hradu Helfštýn asi 4 km JV od města je odsud patrná

## Doprava
Na území obce přechází dálnice D35 v dálnici D1. Silnice I/35 dále pokračuje ve směru na město, kde se napojuje na silnici I/47 v úseku Přerov – Hranice. Městem dále prochází ze severozápadu silnice II/437 Velký Újezd – Trnávka – Lipník – Bystřice pod Hostýnem a z jihozápadu silnice II/434 Přerov – Nové Dvory – Lipník – I/35. Křižovatka silnic I/47 a II/437 je podle statistik pojišťovny Allianz nejrizikovějším místem českých silnic. V roce 2014 byla tato křižovatka přestavěna na kruhový objezd. Silnicemi III. třídy jsou:
- III/03557 (Nádražní ulice)
- III/43421 Lipník – Hlinsko
- III/4371 (vojenský újezd Libavá) – Loučka – Lipník
- III/4372 (Tyršova ulice)
- III/4373 Bohuslávky – Loučka
- III/4374 Loučka – Jezernice
- III/4375 Loučka – Podhoří
- III/4377 Jezernice – Podhoří – III/44025

## Školy
Ve městě se nacházejí čtyři mateřské školy, čtyři základní a čtyři střední školy: Gymnázium, Střední škola elektrotechnická, Střední průmyslová škola stavební a Střední škola a Základní škola Lipník nad Bečvou.

## Osobnosti
- Jair Chajim Bacharach (asi 1639–1720), židovský učenec, rabín ve Wormsu
- Johann Nepomuk von Schmiel (1774–1850), švýcarský politik a důstojník
- Wilhelm von Gutmann (1826–1895), podnikatel a průmyslník, předseda židovské obce ve Vídni, otec Elsy, kněžny z Lichtenštejna
- Jan Neff (1832–1905), podnikatel a mecenáš
- Sigmund Friedl (1851–1914), filatelista a padělatel razítek
- Emanuel Schreiber (1852–1932), rabín v USA
- Victor Hammerschlag (1870–1943), lékař a spisovatel odborné literatury, oběť nacismu.[20]
- Josef Ocelka (1909–1942), velitel 311. československé bombardovací perutě RAF, bratr Antonínův[21]
- Ladislav Pavel Tarana[22] (1911–1986), palubní střelec,[23] příslušník 311. československé bombardovací perutě RAF.[22] Zemřel 4. června 1986[23] ve skotském městě Ayr.[22]
- Bohumil Stejskal (1911–1999), salesián-koadjutor,[24] misionář v Argentině[25]
- Antonín Ocelka (1913–1949), válečný pilot[21][26]
- František Venclovský (1932–1996), těžký atlet a otužilec, který jako první Čech přeplaval Lamanšský průliv
- Jan Smolík (* 1942), účastník LOH 1964 a LOH 1968 v cyklistice[27]
- Tomáš Hradílek (* 1945), disident, mluvčí Charty 77 a ministr vnitra
- Jan Kanyza (* 1947), filmový a televizní herec
- Petr Lutka (* 1952), písničkář